# Campesterol
Campesterol ((24R)-ergost-5-en-3β-ol) is een plantensterol, waarvan de chemische structuur veel lijkt op die van cholesterol. Veel groente, fruit, noten en zaden bevatten deze stof zij het in lage concentraties. Hogere concentraties komen voor in koolzaadolie, bonen, linze, de chilipepers: serrano peper en banana peper, avocado, plantaardige margarine en citronellagras.
Campesterol verlaagt net zoals verschillende andere plantensterolen het LDL-cholesterolgehalte in het bloed.